# Fabrique (patron de conception)
 (octobre 2014).
- Si vous ne connaissez pas le sujet, laissez ce bandeau (vous pouvez alors contacter les auteurs).
- Si vous supprimez le contenu mis en cause (vous pouvez préalablement contacter les auteurs),

argumentez précisément cette suppression dans la page de discussion
(un manque de référence n'est pas un argument ; une recherche réelle de référence doit avoir été effectuée, être formellement documentée).
 (octobre 2014).
Si vous disposez d'ouvrages ou d'articles de référence ou si vous connaissez des sites web de qualité traitant du thème abordé ici, merci de compléter l'article en donnant les références utiles à sa vérifiabilité et en les liant à la section « Notes et références ».
Pour les articles homonymes, voir Fabrique.
La fabrique (factory method) est un patron de conception créationnel utilisé en programmation orientée objet. Elle permet d'instancier des objets dont le type est dérivé d'un type abstrait. La classe exacte de l'objet n'est donc pas connue par l'appelant.
Plusieurs fabriques peuvent être regroupées en une fabrique abstraite permettant d'instancier des objets dérivant de plusieurs types abstraits différents.
Les fabriques étant en général uniques dans un programme, on utilise souvent le patron de conception singleton pour les implémenter.

## Exemples

### Base de données
Considérons une interface de base de données qui accepte de nombreux types de champs. Les champs d'une table sont représentés par une classe abstraite appelée Champ. Chaque type de champ est associé à une sous-classe de Champ, donnant par exemple : ChampTexte, ChampNumerique, ChampDate, ou ChampBooleen.
La classe Champ possède une méthode display() permettant d'afficher le contenu d'un champ dans une interface utilisateur. Un objet de contrôle est créé pour chaque champ, la nature de chaque contrôle dépendant du type du champ associé : le contenu de ChampTexte sera affiché dans un champ de saisie texte, celui de ChampBooleen sera représenté par une case à cocher.
Pour résoudre ce problème, Champ contient une méthode de fabrique appelée createControl() et appelée depuis display() pour créer l'objet adéquat.

### Animaux
Dans l'exemple suivant en Java une classe « fabrique » des objets dérivés de la classe Animal en fonction du nom de l'animal passé en paramètre. Il est également possible d'utiliser une interface comme type de retour de la fonction.
```
public
 
class
 
FabriqueAnimal
 
{

  
Animal
 
create
(
String
 
typeAnimal
)
 
throws
 
AnimalCreationException
 
{

    
if
(
typeAnimal
.
equals
(
"chat"
))
 
{

      
return
 
new
 
Chat
();

    
}
 

    
else
 
if
(
typeAnimal
.
equals
(
"chien"
))
 
{

      
return
 
new
 
Chien
();

    
}
 

    
throw
 
new
 
AnimalCreationException
(
"Impossible de créer un "
 
+
 
typeAnimal
);

  
}

}

```

## Utilisation
- Les fabriques sont utilisées dans les toolkits ou les frameworks, car leurs classes sont souvent dérivées par les applications qui les utilisent.
- Des hiérarchies de classes parallèles peuvent avoir besoin d'instancier des classes de l'autre.

## Structure
La fabrique correspond au diagramme UML suivant :

## Autres avantages et variantes
Bien que la principale utilisation de la Fabrique soit d'instancier dynamiquement des sous-classes, elle possède d'autres avantages qui ne sont pas liés à l'héritage des classes. On peut donc écrire des fabriques qui ne font pas appel au polymorphisme pour créer plusieurs types d'objets (on fait alors appel à des méthodes statiques).

### Noms descriptifs
Les langages orientés objet doivent généralement avoir un nom de constructeur identique au nom de la classe, ce qui peut être ambigu s'il existe plusieurs constructeurs (par surcharge). Les méthodes de fabrication n'ont pas cette obligation et peuvent avoir un nom qui décrit mieux leur fonction. Dans l'exemple suivant, les nombres complexes sont créés à partir de deux nombres réels qui peuvent être interprétés soit comme coordonnées polaires, soit comme coordonnées cartésiennes ; l'utilisation de méthodes de fabrication ne laisse aucune ambiguïté :
```
 
class
 
Complex
 
{

     
public
 
static
 
Complex
 
fromCartesian
(
double
 
real
,
 
double
 
imag
)
 
{

         
return
 
new
 
Complex
(
real
,
 
imag
);

     
}

 

     
public
 
static
 
Complex
 
fromPolar
(
double
 
rho
,
 
double
 
theta
)
 
{

         
return
 
new
 
Complex
(
rho
 
*
 
cos
(
theta
),
 
rho
 
*
 
sin
(
theta
));

     
}

  

     
private
 
Complex
(
double
 
a
,
 
double
 
b
)
 
{

         
//...

     
}

 
}

  

 
Complex
 
c
 
=
 
Complex
.
fromPolar
(
1
,
 
pi
);
 
// Identique à fromCartesian(-1, 0)

```

Le constructeur de la classe est ici privé, ce qui oblige à utiliser les méthodes de fabrication qui ne prêtent pas à confusion.

### Encapsulation
Les méthodes de fabrication permettent d'encapsuler la création des objets. Ce qui peut être utile lorsque le processus de création est très complexe, s'il dépend par exemple de fichiers de configuration ou d'entrées utilisateur.
L'exemple ci-dessous présente un programme qui crée des icônes à partir de fichiers d'images. Ce programme sait traiter plusieurs formats d'images représentés chacun par une classe :
```
 
public
 
interface
 
ImageReader
 
{

     
public
 
DecodedImage
 
getDecodedImage
();

 
}

 

 
public
 
class
 
GifReader
 
implements
 
ImageReader
 
{

     
public
 
GifReader
(
 
InputStream
 
in
 
)
 
{

         
// check that it's a gif, throw exception if it's not, then if it is

         
// decode it.

     
}

 

     
public
 
DecodedImage
 
getDecodedImage
()
 
{

        
return
 
decodedImage
;

     
}

 
}

 

 
public
 
class
 
JpegReader
 
implements
 
ImageReader
 
{

     
//...

 
}

```

Chaque fois que le programme lit une image, il doit créer le lecteur adapté à partir d'informations trouvées dans le fichier. Cette partie peut être encapsulée dans une méthode de fabrication :
```
 
public
 
class
 
ImageReaderFactory
 
{

     
public
 
static
 
ImageReader
 
getImageReader
(
 
InputStream
 
is
 
)
 
{

         
int
 
imageType
 
=
 
figureOutImageType
(
 
is
 
);

 

         
switch
(
 
imageType
 
)
 
{

         
case
 
ImageReaderFactory
.
GIF
:

             
return
 
new
 
GifReader
(
 
is
 
);

         
case
 
ImageReaderFactory
.
JPEG
:

             
return
 
new
 
JpegReader
(
 
is
 
);

         
// etc.

         
}

     
}

 
}

```

Le type d'image et le lecteur correspondant peuvent ici être stockés dans un tableau associatif, ce qui évite la structure switch et donne une fabrique facilement extensible.

### Patrons associés
- Fabrique abstraite
- Monteur
- Patron de méthode